# Gris (videojoc)
Gris és un videojoc indie català de plataformes que combina elements d'acció i trencaclosques. Gris és la primera creació de Nomada Studio, fundat pels programadors Adrián Cuevas i Roger Mendoza i l'il·lustrador egarenc Conrad Roset, i fou publicat i distribuït per Developer Digital. Va ser llançat per Nintendo Switch, macOS i Microsoft Windows el desembre de 2018, iOS l'agost de 2019, PlayStation 4 el novembre de 2019, i Android l'abril de 2020. El joc és considerat un èxit internacional que ha venut més de tres milions de còpies.
El joc va arrasar en els premis nacionals del sector. Gamelab li va atorgar fins a set premis: millor videojoc, millor joc per PC i per consola, millor debut, millor àudio, millor direcció d'art i premi de la premsa.
A nivell internacional, Gris va guanyar el premi a millor joc d'impacte als Game Awards, on també va ser nominat a les categories de millor direcció artística i millor debut independent.